# Famille Jenisch
La famille Jenisch est une famille de grands commerçants allemands ayant eu une importante influence à Hambourg du XVIIIe au XXe siècle et à Augsbourg, Kempten et Memmingen aux XVIe et XVIIe siècles.

## Historique

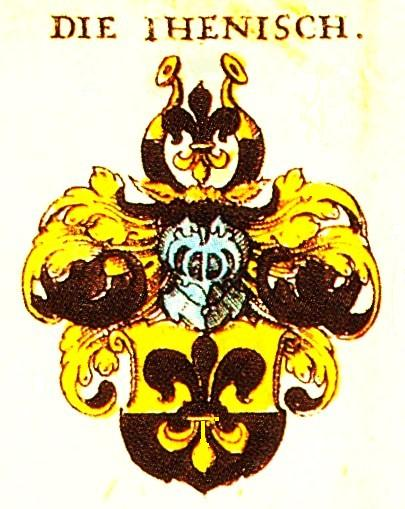
Armoiries des Jenisch en 1605

La première trace écrite du patronyme date du milieu du XIVe siècle à Augsbourg où il est fait mention d'un Bartolomäus Jenisch né en 1349. Joachim (1505-1575) a été maire d'Augsbourg. Un de ses petits-enfants, Zimbert Jenisch (1587-1645), s'est installé à Hambourg où il épouse la fille d'une famille de commerçants, les Amsinck, s'ouvrant ainsi l'accès aux cercles hanséatiques. Ses descendants se sont unis à des membres influents des différentes familles de commerçants de Hambourg (Paul Jenisch (1680 - 1745), Emanuel Jenisch (1725 - 1783), Martin Johann Jenisch (père), Martin Johann Jenisch (fils)).
À Kempten, différents membres de la famille ont été maires de 1646 à 1743.

## Pour approfondir